# Crova
Crova est une commune de la province de Verceil dans le Piémont en Italie.

## Administration
| Période                                  | Période | Identité | Étiquette | Qualité |
| ---------------------------------------- | ------- | -------- | --------- | ------- |
|                                          |         |          |           |         |
| Les données manquantes sont à compléter. |         |          |           |         |

### Hameaux
Viancino

### Communes limitrophes
Lignana, Ronsecco, Salasco, San Germano Vercellese, Santhià, Tronzano Vercellese